# Amphoe Nong Ya Sai
Amphoe Nong Ya Sai (Thai: อำเภอ หนองหญ้าไซ, Aussprache: ʔāmpʰɤ̄ː nɔ̌ːŋ jâː sāj) ist ein Landkreis (Amphoe – Verwaltungs-Distrikt) im westlichen Teil der thailändischen Provinz Suphan Buri. Suphan Buri liegt im Westen der Zentralregion von Thailand.

## Geographie
Die benachbarten Amphoe sind im Uhrzeigersinn von Norden aus: die Amphoe Dan Chang, Doem Bang Nang Buat, Sam Chuk und Don Chedi der Provinz Suphan Buri, sowie Amphoe Lao Khwan der Provinz Kanchanaburi.

## Geschichte
Nong Ya Sai wurde am 1. Juni 1983 zunächst als „Zweigkreis“ (King Amphoe) eingerichtet, indem die vier Tambon Nong Ya Sai, Nong Rathawat, Nong Pho und Chaeng Ngam vom Amphoe Sam Chuk abgetrennt wurden.
Am 21. Mai 1990 bekam er offiziell den vollen Amphoe-Status.

## Verwaltung

### Provinzverwaltung
Der Landkreis Nong Ya Sai ist in sechs Tambon („Unterbezirke“ oder „Gemeinden“) eingeteilt, die sich weiter in 66 Muban („Dörfer“) unterteilen.
| Nr. | Name           | Thai       | Muban | Einw.  |
| --- | -------------- | ---------- | ----- | ------ |
| 01. | Nong Ya Sai    | หนองหญ้าไซ  | 13    | 11.985 |
| 02. | Nong Ratchawat | หนองราชวัตร | 08    | 05.120 |
| 03. | Nong Pho       | หนองโพธิ์    | 14    | 06.748 |
| 04. | Chaeng Ngam    | แจงงาม     | 08    | 06.473 |
| 05. | Nong Kham      | หนองขาม    | 11    | 08.981 |
| 06. | Thap Luang     | ทัพหลวง     | 12    | 09.965 |

### Lokalverwaltung
Es gibt eine Kommune mit „Kleinstadt“-Status (Thesaban Tambon) im Landkreis:
- Nong Ya Sai (Thai: เทศบาลตำบลหนองหญ้าไซ) bestehend aus Teilen des Tambon Nong Ya Sai.

Außerdem gibt es sechs „Tambon-Verwaltungsorganisationen“ (องค์การบริหารส่วนตำบล – Tambon Administrative Organizations, TAO)
- Nong Ya Sai (Thai: องค์การบริหารส่วนตำบลหนองหญ้าไซ) bestehend aus Teilen des Tambon Nong Ya Sai.
- Nong Ratchawat (Thai: องค์การบริหารส่วนตำบลหนองราชวัตร) bestehend aus dem kompletten Tambon Nong Ratchawat.
- Nong Pho (Thai: องค์การบริหารส่วนตำบลหนองโพธิ์) bestehend aus dem kompletten Tambon Nong Pho.
- Chaeng Ngam (Thai: องค์การบริหารส่วนตำบลแจงงาม) bestehend aus dem kompletten Tambon Chaeng Ngam.
- Nong Kham (Thai: องค์การบริหารส่วนตำบลหนองขาม) bestehend aus dem kompletten Tambon Nong Kham.
- Thap Luang (Thai: องค์การบริหารส่วนตำบลทัพหลวง) bestehend aus dem kompletten Tambon Thap Luang.